# František Gabriel z Hartigu
František Gabriel z Hartigu též František Gabriel Hartig (německy Franz Gabriel von Hartig; 15. srpna 1859 Vídeň – 21. srpna 1903 Mimoň nebo Vartenberk), byl rakouský šlechtic a politik z Čech, na přelomu 19. a 20. století poslanec Říšské rady.

## Biografie
Pocházel ze šlechtického rodu Hartigů. Absolvoval vojenskou službu, při níž působil jako poručík zeměbraneckého hulánského pluku.
Byl velkostatkářem, patřily mu velkostatky Mimoň a Stráž pod Ralskem. V roce 1888 získal titul c. k. komořího. Od roku 1901 byl zástupcem zemského výboru při průmyslové pokračovací škole v Mimoni. Byl člen okresního výboru v Mimoni a okresní průmyslové a hospodářské rady.
Byl i poslancem Říšské rady (celostátního parlamentu Předlitavska), kam usedl ve volbách roku 1897 za kurii velkostatkářskou v Čechách. Mandát zde obhájil ve volbách roku 1901. Poslancem byl až do své smrti roku 1903. Pak ho v parlamentu nahradil Ferdinand Trauttmansdorff. Ve volebním období 1897–1901 se uvádí jako hrabě Franz Hartig, majitel panství, bytem Mimoň.
Po volbách roku 1897 se uvádí jako ústavověrný velkostatkář. Za stejnou stranu kandidoval i roku 1901. V zemských volbách roku 1901 byl zvolen i na Český zemský sněm. I zde zasedal coby ústavověrný velkostatkář. Zemským poslancem byl až do své smrti.
Zemřel v srpnu 1903 na zánět pohrudnice, podle některých zdrojů na svém zámku Vartenberk ve Stráži pod Ralskem, podle jiných v Mimoni.

## Rodina
V Praze se 7. června 1887 oženil s Johannou Marií hraběnkou z Ledebour-Wichelnu (18. 12. 1868 Praha – 9. 4. 1940 Teplice-Šanov), s níž měli čtyři děti:
- 1. Johann (30. 5. 1891 Mimoň – 5. 10. 1935 Mimoň)
  - ⚭ (28. 7. 1919 Praha) Eleonore zu Schwarzenberg (15. 8. 1899 Osov – 21. 3. 1984 Kahlsperg bei Oberalm)
- 2. Maria Karoline (4. 12. 1893 Mimoň – 2. 6. 1967 Horn) 
  - ⚭ (2. 8. 1921 Mimoň) Rudolf Ernst Hoyos-Sprinzenstein (4. 7. 1884 Gutenstein – 21. 9. 1972 Vídeň)
- 3. Franz (1. 8. 1896 Mimoň – 22. 5 .1971 Salzburg) 
  - ⚭ (12. 7. 1933 Alfter bei Bonn) Christianne zu Salm-Reifferscheidt-Krautheim und Dyck (29. 4. 1901 Dyck – 21. 3. 1984 Salzburg)
- 4. Josephine (12. 7. 1899 Mimoň – 4. 3. 1974 Salzburg) 
  - ⚭ (22. 10. 1935 Bohosudov) Theobald von Westphalen zu Fürstenberg (19. 7. 1901Chlumec u Chabařovic – 31. 3. 1967 Salzburg)